# Omicron Fantascienza
Omicron Fantascienza è stata una collana editoriale di romanzi di fantascienza composta da 8 numeri, di cui uno doppio, usciti fra gennaio e agosto 1981.

## Storia
La serie è stata curata da Giovanni Armenia e fu edita dalla SIAD Edizioni di Milano, con copertine di Franco Storchi.
I libri della collana sono tutti composti da 128 pagine, tranne l'ultimo numero che consta di 160 pagine.

## Elenco delle uscite
- 1 - Robert Silverberg, Il tempo della Terra (Stepsons of Terra, 1958), traduzione di Vittorio Curtoni, gennaio 1981
- 2 - John Brunner, Ospiti dal passato (Time Scoop, 1969), traduzione di Antonio Bellomi, Febbraio 1981
- 3 - Gordon R. Dickson, Sul pianeta degli orsi (Spacial Delivery, 1961), traduzione di Vittorio Curtoni, Marzo 1981
- 4 - Algis Budrys, Morte dell'utopia (The Amsirs and the Iron Thorn, 1967), traduzione di Roberta Rambelli,  Aprile 1981
- 5 - Michael Moorcock, I riti dell'infinito (The Rituals of Infinity, 1965), traduzione di Vittorio Curtoni,  Maggio 1981
- 6 - Andre Norton, I figli di Yurth (Yurth Burden, 1978), traduzione di Giampaolo Cossato e Sandro Sandrelli, Giugno 1981
- 7/8 - Jack Williamson, Il popolo d'oro (Golden Blood, 1933), traduzione di Laura Serra, Luglio/Agosto 1981